# Цейлонские щитомордники
Цейлонские щитомордники (лат. Hypnale) — род ядовитых змей подсемейства ямкоголовых семейства гадюковых. Насчитывает три вида.

## Описание
Общая длина достигает 55 см. Голова широкая, треугольная. Передняя часть морды сильно поднята вверх. Туловище стройное, крепкое.  Окраска розовая, жёлтая, светло-коричневая, оранжевая, оливковая. Яйцеживородящие змеи. Самки рождают до 10 детёнышей.

## Среда обитания
Обитают в Западных Гатах на юго-западе Индии и на острове Шри-Ланка. Любят сухие и влажные леса, посевные площади, плантации. Активны в основном ночью. Питаются ящерицами, мелкими змеями, лягушками, грызунами, яйцами. Яд не представляет угрозы жизни человека.

## Виды
- Горбоносый щитомордник (Hypnale hypnale)[3]
- Цейлонский щитомордник (Hypnale nepa)
- Hypnale zara